# 奥塔里
奥塔里（拉丁語：Authari；550年代—590年9月5日）是伦巴第王国国王，公元584-590年在位。

## 生平
奥塔里是克莱夫之子，在克莱夫死后的十年空位期中并未继承王位，任地方公爵。
584年，由于法兰克王国与东罗马帝国联合进攻伦巴第王国，伦巴第人决定推举奥塔里为国王抵抗外敌。伦巴第向法兰克国王希尔德贝特二世纳贡求和，奥塔里随即沿波河反击，迫使东罗马及其拉文纳总督区接受伦巴第王国政权在亚平宁半岛的长期存续。
奥塔里信仰阿里乌派基督教，并在大体上延续了宗教宽容政策，但他禁止伦巴第人受天主教洗礼，因此受到了教宗额我略一世的谴责。 
589年5月15日，奥塔里在维罗纳迎娶了巴伐利亚公爵加里博尔德一世的女儿狄奥多琳达，该政治联姻维护了两国对抗法兰克人的联盟。狄奥多琳达是天主教徒。
590年，在位六年后，奥塔里于首都帕维亚被毒杀。伦巴第人同意其遗孀狄奥多琳达留任王后，她与都灵公爵阿吉洛夫成婚，后者继承伦巴第国王王位。